# DNA metilato-cisteina-(proteina) S-metiltransferasi
La DNA metilato-cisteina-(proteina) S-metiltransferasi è un enzima appartenente alla classe delle transferasi, che catalizza la seguente reazione:
DNA (contenente 6-O-metilguanina) + L-cisteina di una proteina ⇄ DNA (senza 6-O-metilguanina) + S-metil-L-cisteina di una proteina
Si tratta di un enzima coinvolto nel riparo del solo DNA alchilato. Dal momento che catalizza un solo turnover, non può essere considerato strettamente un catalizzatore.